# Science News
Science News é uma revista semanal dedicada a publicar pequenos artigos sobre o desenvolvimento de novas técnicas e ciências, geralmente ensinamentos científicos e técnicos retirados de periódicos científicos. Vem sendo publicada desde 1922. De 1922 até 1966 chamava-se Science News-Letter. É publicada pela organização sem fins lucrativos Science Service.